# Jacksonville Coliseum
Jacksonville Veterans Memorial Coliseum var en inomhusarena i den amerikanska staden Jacksonville i delstaten Florida. Den hade en publikkapacitet på 10 276 åskådare. Inomhusarenan började byggas 1958 och invigdes den 24 november 1960. Den användes som hemmaarena för bland annat The Floridians (1971–1972), Jacksonville Barons (1973–1974), Jacksonville Dolphins (1959–1999), Jacksonville Lizard Kings (1995–2000) och Jacksonville Tea Men (1980–1984).
Jacksonville Coliseum stängdes den 20 juni 2003 och revs den 26 juni i syfte att bereda plats till ett parkeringshus, som skulle användas av en ny inomhusarena som skulle byggas några kvarter bort och även den fick heta Jacksonville Veterans Memorial Coliseum innan den 2019 bytte namn till VyStar Veterans Memorial Arena..